# Žoržs Tikmers
Žoržs Tikmers (22 de enero de 1957) es un deportista soviético que compitió en remo.
Participó en los Juegos Olímpicos de Moscú 1980, obteniendo una medalla de plata en la prueba de cuatro con timonel. Ganó cuatro medallas en el Campeonato Mundial de Remo entre los años 1979 y 1983.

## Palmarés internacional
| Juegos Olímpicos   | Juegos Olímpicos  | Juegos Olímpicos  | Juegos Olímpicos   |
| Año                | Lugar             | Medalla           | Prueba             |
| ------------------ | ----------------- | ----------------- | ------------------ |
| 1980               | Moscú (URSS)      | Medalla de plata  | Cuatro con timonel |
| Campeonato Mundial |                   |                   |                    |
| Año                | Lugar             | Medalla           | Prueba             |
| 1979               | Bled (Yugoslavia) | Medalla de plata  | Cuatro con timonel |
| 1981               | Múnich (RFA)      | Medalla de bronce | Cuatro con timonel |
| 1982               | Lucerna (Suiza)   | Medalla de bronce | Ocho con timonel   |
| 1983               | Duisburgo (RFA)   | Medalla de plata  | Cuatro sin timonel |